# Magnolia lanuginosa
Magnolia lanuginosa är en magnoliaväxtart som först beskrevs av Nathaniel Wallich, och fick sitt nu gällande namn av Richard B. Figlar och Hans Peter Nooteboom. Magnolia lanuginosa ingår i släktet Magnolia och familjen magnoliaväxter. Inga underarter finns listade i Catalogue of Life.